# Fernando Oria de Rueda y Fontán
Fernando Oria de Rueda y Fontán (Requena, 23 d'abril de 1900 - Madrid 20 d'agost de 1987) fou un enginyer agrònom i polític valencià, diputat a les Corts Espanyoles durant la Segona República Espanyola.

## Biografia
Va estudiar batxillerat al Col·legi de Sant Josep dels Pares Jesuïtes, on va començar les seues activitats literàries, i fou alumne de l'escriptor i sacerdot el pare Juan Bautista Bertrán Durán.
L'any 1930 fou uns dels primers militants de la recent fundada Dreta Regional Valenciana (DRV), partit polític d'àmbit valencià. Després de passar tres anys com a militant de la Dreta Regional Valenciana, l'any 1933 va ser militant de la Confederació Espanyola de Dretes Autònomes (CEDA), partit polític amb en el qual va estar treballant fins que fou escollit com a candidat a les eleccions generals espanyoles de 1933 per la Província de València. Va ser baixa el dia 7 de gener de l'any 1936 i no es va presentar a les noves eleccions, traslladant-se a València per dedicar-se als seus estudis.
L'any 1946 va iniciar estudis de Dret en la Universitat de València, obtenint la llicenciatura en 1951. Posteriorment després de tres anys més tard en haver acabat la carrera i poder treballar en la seua professió, l'any 1954 va ingressar per oposició en el Cos Tècnic del Ministeri de Treball, que posteriorment es va integrar en el Cos Superior d'Administradors Civils de l'Estat. Ha prestat els seus serveis com a funcionari en les Delegacions de Treball de les províncies de València, Palència i Terol. En aquesta última província fou secretari de la Delegació durant set anys.
Després, ha estat professor de Dret del Treball i de Psicologia del treball i de les organitzacions en el Seminari d'Estudis Socials de Terol. L'any 1974 va ser traslladat cap a Madrid, al Ministeri de Treball com a assessor tècnic de la Direcció general de Promoció Social. Posteriorment fou de la Secció d'Assistència Tècnica de la Direcció general d'Ocupació i Promoció Social i després fou novament professor de Dret del Treball i Dret processal laboral de l'Escola de Capacitació Social de Madrid i professor de Dret Polític i de Dret Administratiu en la Real Academia de Jurisprudencia y Legislación de Madrid.
El 1963 va impulsar la creació a Requena de la Caja Rural de la Valencia Castellana. També va rebre la Gran Creu de l'Orde del Mèrit Agrari i fou nomenat Degà honorari vitalici del Col·legi Professional de Llevant.